# 鮑登斯 (北卡羅萊納州)
鮑登斯（英語：Bowdens）是位於美國北卡羅萊納州杜普林縣的普查規定居民點。

## 人口
根據2020年美國人口普查的數據，鮑登斯的面積為3.64平方千米，當中陸地面積為3.52平方千米，而水域面積為0.12平方千米。當地共有人口196人，而人口密度為每平方千米53.85人。